# Grylloblattodea
Sous-ordre
Les Grylloblattodea sont un très petit sous-ordre d'insectes dont on ne connaît, dans la faune actuelle, que vingt-huit espèces réparties dans cinq genres. Ils sont phylogénétiquement proches des Mantophasmatodea.

## Liste des familles et genres
Selon ITIS (10 février 2019) :
- famille Grylloblattidae E. M. Walker, 1914
  - genre Galloisiana Caudell, 1924
  - genre Grylloblatta Walker, 1914
  - genre Grylloblattella Storozhenko, 1988
  - genre Grylloblattina Bei-Bienko, 1951
  - genre Namkumgia Storozhenko & Park, 2002

Selon Catalogue of Life (10 février 2019) :
- famille Archiprobnisidae †
- famille Atactophlebiidae †
- famille Bajanzhargalanidae †
- famille Blattogryllidae †
- famille Camptoneuritidae †
- famille Chaulioditidae †
- famille Chelopteridae †
- famille Daldubidae †
- famille Dermopteridae †
- famille Epideigmatidae †
- famille Euremiscidae †
- famille Euryptilonidae †
- famille Geinitziidae †
- famille Gorochoviidae †
- famille Grylloblattidae
- famille Havlatiidae †
- famille Ideliidae †
- famille Idelinellidae †
- famille Ivapteridae †
- famille Kargalopteridae †
- famille Kortshakoliidae †
- famille Lemmatophoridae †
- famille Liomopteridae †
- famille Madygenophlebiidae †
- famille Megakhosaridae †
- famille Mesorthopteridae †
- famille Not assigned †
- famille Oecanthoperlidae †
- famille Palaeocixiidae †
- famille Permembiidae †
- famille Permopectinidae †
- famille Permotermopsidae †
- famille Permulidae †
- famille Personidae †
- famille Probnidae †
- famille Protoblattinidae †
- famille Protoperlidae †
- famille Raaschiidae †
- famille Skaliciidae †
- famille Sojanoraphidiidae †
- famille Stenoneuritidae †
- famille Sylvaphlebiidae †
- famille Telactinopterygidae †
- famille Tshekardominidae †
- famille Tunguskapteridae †
- famille Uralotermitidae †